# Mathon GR
| GR ist das Kürzel für den Kanton Graubünden in der Schweiz. Es wird verwendet, um Verwechslungen mit anderen Einträgen des Namens Mathon zu vermeiden. |

Mathon (rätoromanisch Maton) ist eine Ortschaft in der Gemeinde Muntogna da Schons, der Region Viamala des Schweizer Kantons Graubünden. Am 1. Januar 2021 fusionierte Mathon mit Casti-Wergenstein, Donat und Lohn zur neuen Gemeinde Muntogna da Schons.

## Geographie
Die frühere Gemeinde liegt am Schamserberg auf einer Terrasse am Ostabhang des Piz Beverin westlich von Donat. Das Haufendorf Mathon auf 1521 m ü. M. ist das Zentrum des oberen Schamserbergs. Vom gesamten Gemeindegebiet von über 15 km² waren 1002 ha landwirtschaftlich nutzbar, zum Grossteil als Maiensässen (Alpwirtschaften). Weitere 337 ha waren unproduktive Fläche (fast ausschliesslich Gebirge); 152 ha waren von Wald und Gehölz bedeckt, und der Rest von 21 ha war Siedlungsfläche.

## Geschichte
Der Ort war um 840 als in Mentaune bekannt. Die im churrätischen Reichsgutsurbar um 840 erwähnte ecclesia ist wahrscheinlich die Kirche St. Martin in Zillis. Der in Mathon in ein Bauernhaus eingebaute Wohnturm stammt aus dem 12. oder 13. Jahrhundert. Schon im frühen 13. Jahrhundert wurde Viehwirtschaft und Kornanbau betrieben. Ab 1204 bestand am Schamserberg eine Gemeinde freier Bauern (Talschaft) mit eigenem Niedergericht, das sich in Pathein bei Mathon versammelte.

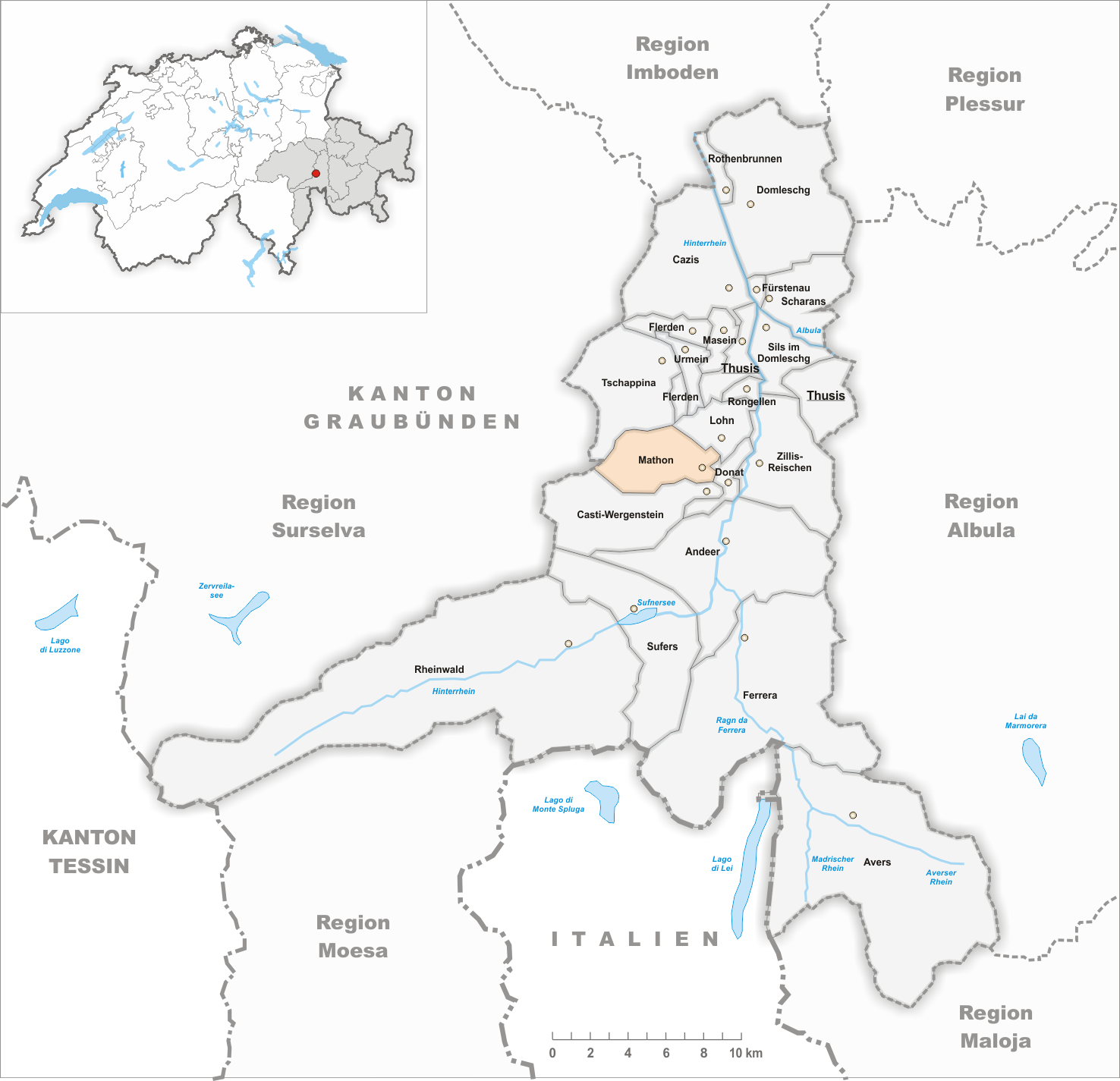
Gemeindestand vor der Fusion am 1. Januar 2021

Die landesherrlichen Rechte lagen bei den Vazern, dann bei den Werdenbergern und ab 1456 beim Bistum Chur. 1458 kaufte sich das Schams aus. Kirchlich gehörte Mathon bis zur Reformation zur Pfarrei St. Martin in Zillis; 1538 entstand eine von St. Martin unabhängige Pfarrgemeinschaft am oberen Berg (Kirchgemeinde). 1728 wurde im Dorf eine neue Kirche gebaut.

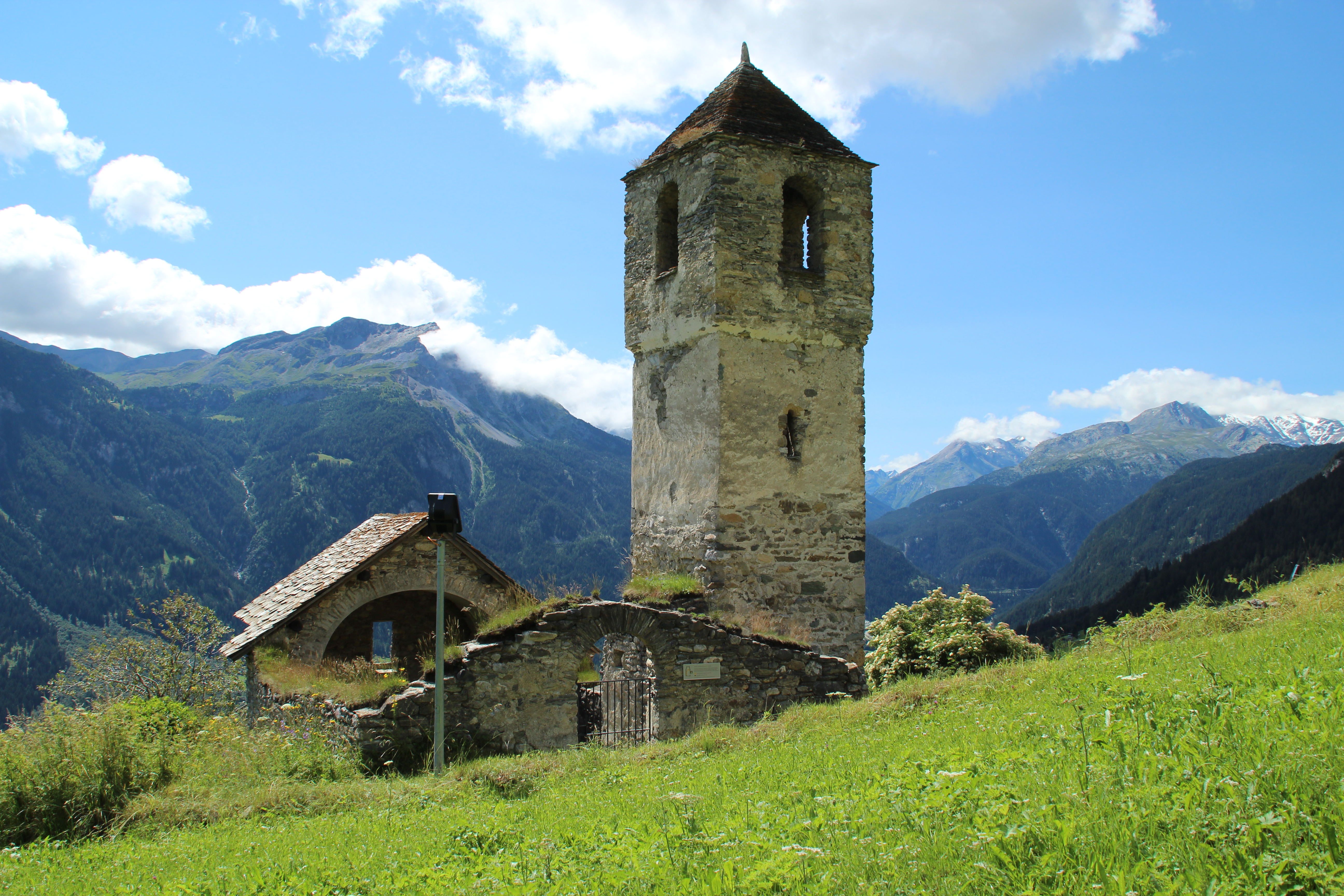
Ruine der Antoniuskirche

Mathon war bis 1851 eine Nachbarschaft der Gerichtsgemeinde Schams und bildete darin mit Wergenstein und Lohn ein eigenes kleines Zivilgericht. 1851 bis 2015 gehörte die Gemeinde zum Kreis Schams im Bezirk Hinterrhein. 1904 bis 1906 wurde die Fahrstrasse erstellt. 2000 sprach mehr als die Hälfte der Bevölkerung noch Romanisch. Der erste Sektor beschäftigte 2005 gut zwei Drittel der Erwerbstätigen.

## Wappen
| Wappen von Mathon GR | Blasonierung: «In Rot eine goldene (gelbe) Glocke»                                                                                   |
| Wappen von Mathon GR | Das frühere Wappen griff die Charakterisierung von Mathon als «la vischnaunca dils buons zenns» auf, das Dorf mit den guten Glocken. |

## Bevölkerung
| Bevölkerungsentwicklung | Bevölkerungsentwicklung | Bevölkerungsentwicklung | Bevölkerungsentwicklung | Bevölkerungsentwicklung | Bevölkerungsentwicklung | Bevölkerungsentwicklung | Bevölkerungsentwicklung | Bevölkerungsentwicklung | Bevölkerungsentwicklung | Bevölkerungsentwicklung |
| ----------------------- | ----------------------- | ----------------------- | ----------------------- | ----------------------- | ----------------------- | ----------------------- | ----------------------- | ----------------------- | ----------------------- | ----------------------- |
| Jahr                    | 1780                    | 1850                    | 1900                    | 1950                    | 2000                    | 2005                    | 2010                    | 2012                    | 2014                    | 2016                    |
| Einwohner               | 123                     | 111                     | 74                      | 65                      | 52                      | 57                      | 48                      | 47                      | 51                      | 51                      |

### Sprachen
Ursprüngliche Sprache der Einwohner ist Sutselvisch, eine bündnerromanische Mundart. Bis in die zweite Hälfte des 19. Jahrhunderts war die Gemeinde einsprachig (1880 95 % Romanischsprachige). Bis 1970 blieb die Sprachlage stabil (1941 88 %, 1970 90 % Romanen). Seither findet durch Zuwanderung und Sprachwechsel eine massive Verschiebung zugunsten des Deutschen statt. Von 1990 bis 2000 verdoppelte sich die Anzahl der Deutschsprachigen, während die Anzahl der Romanisch Sprechenden um ein Drittel sank.
Obwohl 82 % der Bewohner Romanisch verstehen, ist Deutsch heute einzige Behördensprache. Amtssprache gemäss kantonalem Sprachengesetz von 2006 ist allerdings allein Romanisch.

### Nationalität
Von den Ende 2005 57 Bewohnern waren sämtliche Schweizer Staatsangehörige.

## Sehenswürdigkeiten

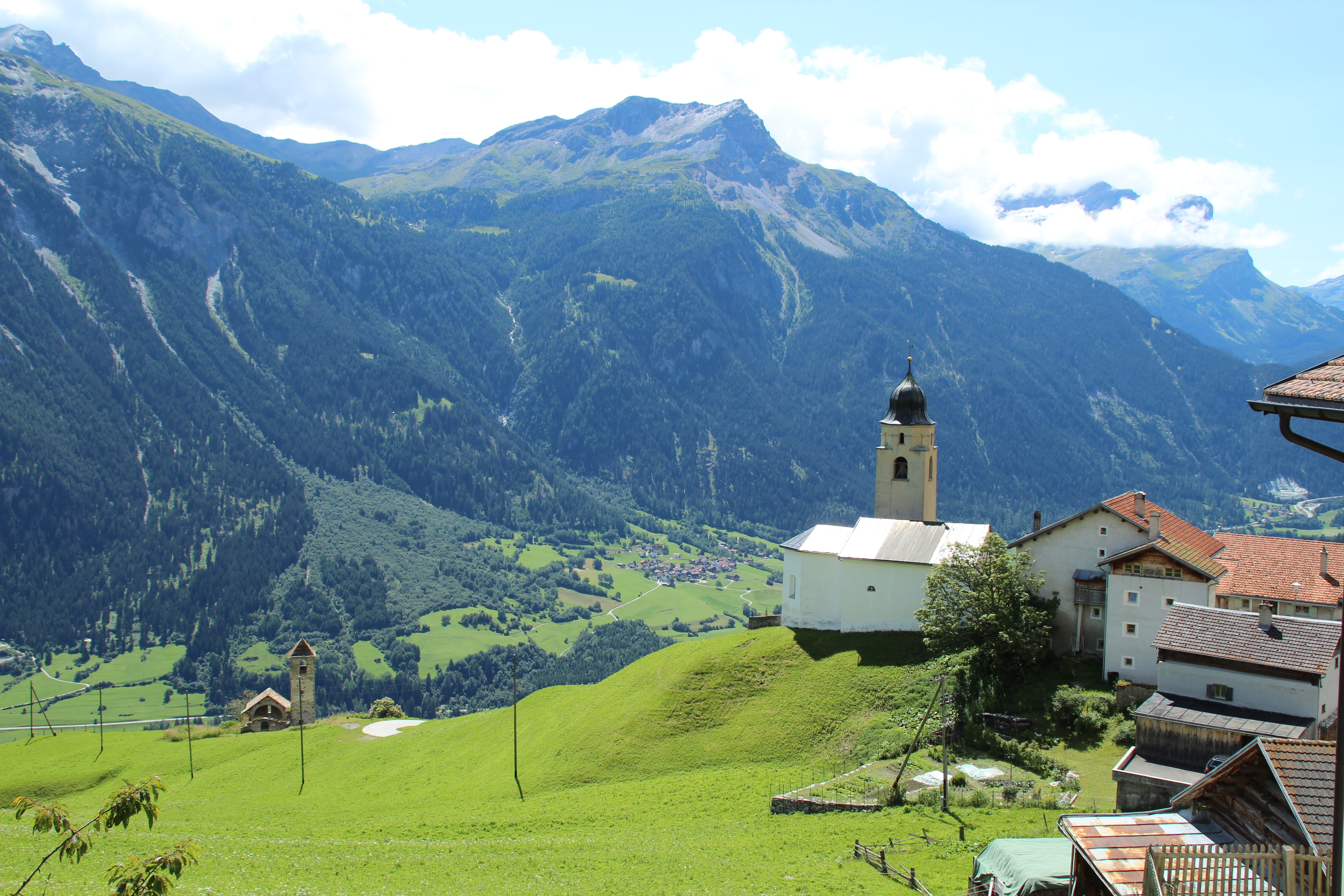
Reformierte Kirche

- Unter Denkmalschutz steht die reformierte Dorfkirche.
- Unterhalb des Dorfes liegen die Ruinen der alten Antoniuskirche.
- Tgea Muntsulej, 2004, Sonnenhaus am Sonnenberg.[3]